# Saison 5 de Riverdale
 (septembre 2020).
Si vous disposez d'ouvrages ou d'articles de référence ou si vous connaissez des sites web de qualité traitant du thème abordé ici, merci de compléter l'article en donnant les références utiles à sa vérifiabilité et en les liant à la section « Notes et références ».
Chronologie
Saison 4 Saison 6
Cet article présente le guide des épisodes de la cinquième saison de la série télévisée américaine Riverdale.

## Généralités
- Aux États-Unis, elle est diffusée depuis le 20 janvier 2021[2] sur le réseau The CW et sera composé de 19 épisodes[1].
- Au Canada et dans tous les pays francophones, elle sera diffusée le 21 janvier 2021 sur Netflix[réf. nécessaire].
- Après la diffusion de l'épisode 10 le 31 mars 2021, la saison fera une longue pause dans sa diffusion et reviendra le 11 août 2021 pour l'épisode 11.
- Le 13 mai 2021, Roberto Aguirre-Sacasa, annonce le retour des Pussycats dans l'épisode 15[3].

## Synopsis
C'est la fin de la période du lycée pour les héros de Riverdale. Après leur cérémonie de diplôme, Archie, Betty, Véronica , et Jughead quittent tous Riverdale pour poursuivre leur vie ailleurs. Archie part dans l'armée, Véronica part étudier à Barnard, Betty à Yale et Jughead à Columbia. On les découvre 7 ans plus tard, qui reviennent à Riverdale après un coup de fil d'Archie. Ils découvrent une ville totalement détruite par les magouilles d'Hiram Lodge. Les 4 protagonistes, insatisfait de leur vie respective, décide de se réinstaller là-bas pour sauver Riverdale High. Mais comme toujours, les sombres évènements de Riverdale les rattrape rapidement. Ils vont devoir se battre pour réussir à arranger les choses, et parfois contre des anciens camarades.

## Distribution

### Acteurs principaux
- K. J. Apa (VF : Gauthier Battoue) : Archibald « Archie » Andrews
- Lili Reinhart (VF : Ludivine Maffren) : Elizabeth « Betty » Cooper
- Camila Mendes (VF : Youna Noiret) : Veronica Lodge, mariée Veronica Gekko
- Cole Sprouse (VF : Clément Moreau) : Forsythe P. « Jughead » Jones
- Marisol Nichols (VF : Nathalie Karsenti) : Hermione Lodge (épisodes 1 à 4 et 12) / Apolonia Gomez (épisode 12)
- Madelaine Petsch (VF : Diane Dassigny) : Cheryl Blossom
- Mark Consuelos (VF : Laurent Maurel) : Hiram Lodge / Javier Luna (épisode 12)
- Casey Cott (VF : Julien Bouanich) : Kevin Keller
- Charles Melton (VF : Nicolas Duquenoy) : Reginald « Reggie » Mantle
- Vanessa Morgan (VF : Alexia Papineschi) : Antoinette « Toni » Topaz (épisodes 1 à 9 et 15 à 19)
- Skeet Ulrich (VF : Damien Boisseau) : Forsythe Pendleton « FP » Jones II (épisodes 1 à 3)
- Drew Ray Tanner (VF : Tommy Lefort) : Fangs Fogarty
- Erinn Westbrook (VF : Déborah Claude) : Tabitha Tate (depuis l'épisode 4)
- Mädchen Amick (VF : Anne Rondeleux) : Alice Cooper

### Acteurs récurrents
- Nathalie Boltt (VF : Danièle Douet) : Penelope Blossom
- Martin Cummins (VF : David Krüger) : shérif Tom Keller
- Molly Ringwald (VF : Juliette Degenne) : Mary Andrews
- Chris Mason (VF : Juan Llorca) : Chadwick « Chad » Gekko
- Barbara Wallace (VF : Cathy Cerdà) : Roseanne « Rose » Blossom
- Tiera Skovbye (VF : Marie Diot) : Polly Cooper
- Jordan Connor (VF : Alexis Gilot) : « Sweet Pea »
- Sommer Carbuccia (VF : Romain Altché) : Eric Jackson
- Alvin Sanders (VF : Jean-Luc Atlan) : Pop Tate
- Nikolai Witschl (VF : Gwendal Anglade) : Dr Curdle Jr.
- Ryan Robbins (VF : Alexandre Gillet) : Frank Andrews
- Greyston Holt (VF : Benjamin Gasquet) : Glen Scot
- Peter James Bryant (en) (VF : Frantz Confiac) : Waldo Weatherbee
- Tom McBeath (VF : Serge Blumenthal) : Smithers
- Adeline Rudolph (VF : Pascale Chemin) : Minerva Marble
- Phoebe Miu (VF : Geneviève Doang) : Jessica
- Peter Kelamis (VF : Gérard Darier) : Samm Pansky
- Kyra Leroux (VF : Camille Timmerman) : Britta Beach

### Invités
- Sean Depner (VF : Jérémie Bédrune) : Bret Weston Wallis (épisode 1)
- Wyatt Nash (en) (VF : Julien Allouf) : Charles Smith (épisodes 1, 2, 10 et 18)
- Trinity Likins (VF : Clara Quilichini) : Jellybean « JB » Jones (épisodes 1 à 3)
- Bernadette Beck (VF : Déborah Claude) : « Peaches 'n Cream » (épisodes 1 à 3)
- Mishel Prada (VF : Emmanuelle Rivière) : Hermosa Lodge (épisodes 2 et 12)
- Sarah Desjardins (VF : Nastassja Girard) : Donna Sweett (épisode 2)
- Hart Denton (VF : Donald Reignoux) : Charles « Chic » Smith-Cooper (épisode 10)
- Juan Riedinger (VF : Benjamin Penamaria) : Dodger Dickenson (épisode 11)
- Trevor Stines : Jason Blossom (épisode 11)
- Michael Consuelos (VF : Simon Koukissa) : Hiram Lodge, adolescent (épisode 12)
- Cody Kearsley (VF : Nicolas Hardy) : Marmaduke « Moose » Mason (épisode 13)
- Ashleigh Murray (VF : Audrey Sablé) : Josephine « Josie » McCoy (épisode 15)
- Robin Givens (VF : Armelle Gallaud) : Sierra McCoy (épisode 15)
- Asha Bromfield (VF : Fily Keita) : Melody Valentine (épisode 15)
- Hayley Law (VF : Fouzia Youssef) : Valerie Brown (épisode 15)

### Invités des séries du même univers
- Zane Holtz (VF : Valentin Merlet) : K.O Kelly (de Katy Keene - épisode 1)
- Ryan Faucett (VF : Marc Arnaud) : Bernardo Bixby (de Katy Keene - épisode 7)
- Lucy Hale (VF : Élisabeth Ventura) : Katy Keene (de Katy Keene - épisode 8 - voix)
- Camille Hyde (VF : Aurélie Konaté) : Alexandra Cabot (de Katy Keene - épisode 15)

## Production
Le tournage a débuté le 14 septembre 2020 et s'est terminé le 28 mai 2021[réf. nécessaire].

## Épisodes

### Épisode 1:Chapitre soixante-dix-sept: Acmé
- États-Unis : 20 janvier 2021 sur The CW
- France : 21 janvier 2021 sur Netflix

- États-Unis : 630 000 téléspectateurs (première diffusion)

### Épisode 2:Chapitre soixante-dix-huit: Les meurtres chics
- États-Unis : 27 janvier 2021 sur The CW
- France : 28 janvier 2021 sur Netflix

- États-Unis : 520 000 téléspectateurs (première diffusion)

### Épisode 3:Chapitre soixante-dix-neuf: La remise des diplômes
- États-Unis : 3 février 2021 sur The CW
- France : 4 février 2021 sur Netflix

- États-Unis : 540 000 téléspectateurs (première diffusion)

### Épisode 4:Chapitre quatre-vingt: Le Purgatoire
- États-Unis : 10 février 2021 sur The CW
- France : 11 février 2021 sur Netflix

- États-Unis : 480 000 téléspectateurs (première diffusion)

### Épisode 5:Chapitre quatre-vingt un: Retrouvailles
- États-Unis : 17 février 2021 sur The CW
- France : 18 février 2021 sur Netflix

- États-Unis : 590 000 téléspectateurs (première diffusion)

### Épisode 6:Chapitre quatre-vingt deux: Rentrée des classes
- États-Unis : 24 février 2021 sur The CW
- France : 25 février 2021 sur Netflix

- États-Unis : 600 000 téléspectateurs (première diffusion)

### Épisode 7:Chapitre quatre-vingt-trois: Visiteurs extraterrestres
- États-Unis : 10 mars 2021 sur The CW
- France : 11 mars 2021 sur Netflix

- États-Unis : 520 000 téléspectateurs (première diffusion)

### Épisode 8:Chapitre quatre-vingt-quatre: Soirée trousseaux
- États-Unis : 17 mars 2021 sur The CW
- France : 18 mars 2021 sur Netflix

- États-Unis : 450 000 téléspectateurs (première diffusion)

### Épisode 9:Chapitre quatre-vingt-cinq: Le diable incarné
- États-Unis : 24 mars 2021 sur The CW
- France : 25 mars 2021 sur Netflix

- États-Unis : 460 000 téléspectateurs (première diffusion)

### Épisode 10:Chapitre quatre-vingt-six: Monsieur Pelote
- États-Unis : 31 mars 2021 sur The CW
- France : 1er avril 2021 sur Netflix

- États-Unis : 490 000 téléspectateurs (première diffusion)

### Épisode 11:Chapitre quatre-vingt-sept: Drôles de paroissiennes
- États-Unis : 11 août 2021 sur The CW[5]
- France : 12 août 2021 sur Netflix

- États-Unis : 380 000 téléspectateurs (première diffusion)

### Épisode 12:Chapitre quatre-vingt-huit: Monsieur Lodge
- États-Unis : 18 août 2021 sur The CW
- France : 19 août 2021 sur Netflix

- États-Unis : 470 000 téléspectateurs (première diffusion)

### Épisode 13:Chapitre quatre-vingt-neuf: Reservoir Dogs
- États-Unis : 25 août 2021 sur The CW
- France : 26 août 2021 sur Netflix

- États-Unis : 470 000 téléspectateurs (première diffusion)

### Épisode 14:Chapitre quatre-vingt-dix: La galerie de nuit
- États-Unis : 1er septembre 2021 sur The CW
- France : 2 septembre 2021 sur Netflix

- États-Unis : 360 000 téléspectateurs (première diffusion)

### Épisode 15:Chapitre quatre-vingt-onze: Les Pussycats
- États-Unis : 8 septembre 2021 sur The CW
- France : 9 septembre 2021 sur Netflix

- États-Unis : 390 000 téléspectateurs (première diffusion)

### Épisode 16:Chapitre quatre-vingt-douze: À tous nos frères disparus
- États-Unis : 15 septembre 2021 sur The CW
- France : 16 septembre 2021 sur Netflix

- États-Unis : 450 000 téléspectateurs (première diffusion)

### Épisode 17:Chapitre quatre-vingt-treize: La danse de mort
- États-Unis : 22 septembre 2021 sur The CW
- France : 23 septembre 2021 sur Netflix

- États-Unis : 350 000 téléspectateurs (première diffusion)

### Épisode 18:Chapitre quatre-vingt-quatorze: Comme si de rien n'était
- États-Unis : 29 septembre 2021 sur The CW
- France : 30 septembre 2021 sur Netflix

- États-Unis : 250 000 téléspectateurs (première diffusion)

### Épisode 19:Chapitre quatre-vingt-quinze: Ressusciter Riverdale?
- États-Unis : 6 octobre 2021 sur The CW
- France : 7 octobre 2021 sur Netflix

- États-Unis : 360 000 téléspectateurs (première diffusion)